# Символические изображения Христа
Символические изображения Христа — символы, которыми Иисус Христос обозначался в ранние века христианства и позже.

## Характеристика
В раннехристианском искусстве изображения Христа были недопустимым сюжетом по причине гонений со стороны Римской империи, а также из-за теологических споров о возможности телесного изображения Бога (унаследованных у иудаизма). Поэтому возник ряд символических изображений, унаследованных последующими веками.
Причины такого отношения кроются в осуждении изображений Бога и запретах на их создание, которые в большом количестве рассыпаны по библейскому тексту. Верующим потребовались века, размышления выдающихся Отцов Церкви и Соборные решения, чтобы выработать ту концепцию религиозного искусства, которую мы имеем по сей день (тем не менее, в VIII веке буквализм чтения библейского текста все же привел к эпохе иконоборчества, несколько раз повторявшейся и в последующие века).

## Список символов
- Крест (распятие)
- Ихтис — изображение рыбы и это слово по-гречески.
- Агнец Божий
- Пеликан, кормящий своим телом птенцов — аллегория Распятия
- Голубь
- Павлин
- Якорь
- Христограммы:
  - Хи-Ро (хрисма) — монография имени Христа
  - Лабарум
  - Ставрограмма
  - Монограмма IX
  - Монограмма IH
- Альфа и Омега
- Престол уготованный — пустой
- Виноградная лоза

## Аллегории
Сюжеты с человеческими фигурами других людей, символизировавших Христа, что позволяло обходить запрет.
- Добрый пастырь — аллегорическое изображение Христа
- Иона во чреве кита
- Даниил во рву львином
- Орфей среди животных